# Zèrtz

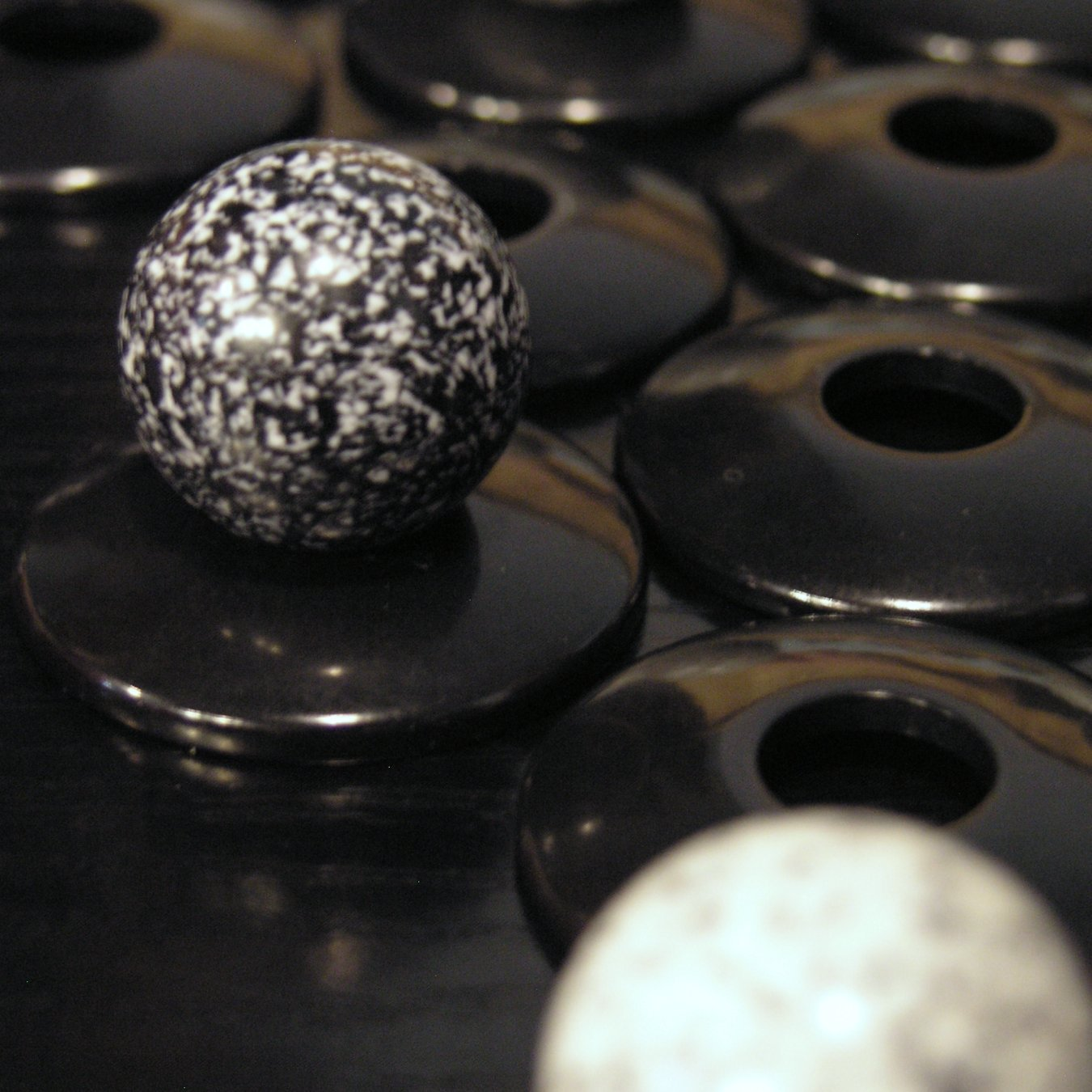
Een detail van een schijf en een knikker

Zèrtz is een abstract bordspel in de Project Gipf-reeks van de Belgische spelontwerper Kris Burm. Het spel wordt gespeeld met witte, grijze en zwarte knikkers op een steeds kleiner wordend speelbord. De winnaar is diegene die een meerderheid van één kleur knikkers kan verzamelen of van 3 stuks van elke kleur.
Het spel kwam voor het eerst op de markt in 2000 bij Schmidt Spiele. Datzelfde jaar volgde nog een uitgave bij Rio Grande Games. Vanaf 2001 werd het uitgegeven door Don&Co NV.

## Spelvoorbereiding
Het bord bestaat uit 37 ringen. Deze worden in een hexagonaal patroon op tafel gelegd. De knikkers worden naast het speelbord gelegd. Er zijn 6 witte, 8 grijze en 10 zwarte knikkers. Deze mogen allemaal door beide spelers gebruikt worden. Het is dus niet zo dat één speler met één kleur speelt en de andere speler met een andere.

## Uitvoeren van een zet
Om een zet uit te voeren plaatst een speler een knikker van een kleur naar keuze ergens op het bord en verwijdert hij een ring. De ring moet wel "vrij" liggen. Dat wil zeggen dat hij weggeschoven moet kunnen worden zonder andere ringen te bewegen.

## Slaan van knikkers
Indien een knikker naast een andere ligt en er ligt een vrije ring achter, dan sla je de knikker door erover te springen naar de vrije ring. Dat is gelijkaardig aan solitaire. Slaan van knikkers is verplicht.

## Winnaar
De winnaar van het spel is diegene die 4 witte of 5 grijze of 6 zwarte knikkers bemachtigt ofwel 3 stuks van elke kleur.

## Uitbreiding
Naast het gewone Zèrtz wordt er vaak gespeeld op een groter bord met 11 extra ringen. Dit spel krijgt dan de naam Z+11. Sterke spelers hebben namelijk berekend dat enkele openingszetten op het gewone bord onmiddellijk tot verlies leiden. Op een groter bord zijn er meer openingszetten mogelijk.